# Premeno
Premeno est une commune italienne de la province du Verbano-Cusio-Ossola dans la région Piémont en Italie.

## Administration
| Période                                  | Période | Identité        | Étiquette            | Qualité |
| ---------------------------------------- | ------- | --------------- | -------------------- | ------- |
| 26 mai 2019                              |         | Umberto Marroni | Premeno il mio paese |         |
| Les données manquantes sont à compléter. |         |                 |                      |         |

### Hameaux
Esio, Pollino

### Communes limitrophes
Aurano, Bee, Ghiffa, Intragna, Oggebbio, Vignone